# George Mikan
George Lawrence Mikan Jr. (født 18. juni 1924, død 1. juni 2005) var en amerikansk basketballspiller. Han anses som en pioner indenfor sporten, og hans dominans definerede rollen for center positionen resulterede i, at flere regler blev ændret for at balancere spillet. Han vandt syv mesterskaber på tværs af flere ligaer i sin karriere.

## College karriere
Imens at Mikan gik i high school, blev han opdaget af Ray Meyer, som var træner DePaul University basketballhold. Det var på tidspunktet var det normalt at mene, at spillere af Mikans størrelse var for langsomme og klodsede til at spille basketball på højt niveau, men Meyer så potentiale i højere spillere, og rekrutrede derfor Mikan. Meyer havde ret, og Mikan blev hurtigt den mest dominerende spiller i college basketball, da hans højde gjorde, at ingen kunne blokere hans skud offensivt, samt at han kunne hoppe over kurven or slå skud væk før de røg i defensivt. Han ledte DePaul til et national mesterskab i 1945 og blev kåret til årets collegespiller to gange.

## Professionelle karriere

### Chicago American Gears
Mikan skrev i 1946 kontrakt med Chicago American Gears, som spillede i National Basketball League. Mikan havde en imponerende debutsæson da scorede 16,5 point per kamp som rookie.

### Minneapolis Lakers
Chicago American Gears gik under i starten af 1947-48 sæsonen, og deres spillere blev herefter uddelt til de andre NBL-hold. Mikan endte her hos Minneapolis Lakers. Han etablerede sig med det samme som holdets stjernespiller, og vandt Most Valuable Player-prisen for 1947-48 da han ledte Lakers til mesterskabet. Året efter skiftede Lakers til Basketball Association of America, og Mikan dominerede også her, da Lakers vandt deres andet mesterskab i to år.
BAA og NBL fusionerede i 1949 og skabte National Basketball Association. Mikan fortsatte på samme niveau, og ledte Lakers til deres tredje mesterskab i streg i tre forskellige ligaer i sæsonen. Hans bedste scoringsmæssige sæson kom i 1949-50, da han scorede 28,4 point per kamp. Det var også den første NBA sæson hvor at rebounds blev talt, og Mikan havde her 14,1 per kamp, den næstbedste i ligaen efter Dolph Schayes.
I 1951-52 sæsonen introducerede NBA en ny regel, som gjorde det malede område bredere, og gjorde at spiller max kunne være tre sekunder af gangen i det malende område, før at de skulle ud af det igen. Reglen er i eftertiden blev kendt som 'Mikan reglen', da den meget klart var lavet til at reducere hans effektivitet. Trods dette, så ledte han igen Lakers til finalen, og vandt her i en tæt serie over New York Knicks. Dette blev gentaget i næste sæson, da Lakers igen nåede finalen, og igen slog Knicks der.
Mikan var i 1953-54 igen med til at vinde endnu en titel, dog hans scoring var reduceret, især som resultat af skader. Efter sæsonen annoncerede han, at han gik på pension. Han vendte kortvarigt tilbage i 1955-56 sæsonen, dog ikke med samme effektivitet som tidligere. Han gik igen på pension efter sæsonen.

## Efter NBA
Mikan var i 1956 en kandidat til Repræsentanternes Hus i Minnesotas 3. valgkreds for det Republikanske Parti, men tabte her i et tæt valg til den Demokratiske kandidat.
Mikan blev i 1967 kommissær for den nyligt oprettet American Basketball Association liga. Trods at han kun forblev i denne rolle i to år, så lavede han en stor ændring i basketball på dette tidspunkt, da han introducerede trepointsskudet, som siden er blevet en central del af basketball. Trepointsskudet blev adopteret af NBA efter de to ligaer fusionerede.

## Privat
Mikan døjede med sukkersyge senere i livet, som resulterede i at hans ene ben blev amputeret. Han døde den 1. juni 2005 som resultat af sin sukkersyge i en alder af 80.